# 马拉加城堡
马拉加城堡（西班牙語：Alcazaba de Málaga；阿拉伯语：‎）是西班牙马拉加的一个宫殿防御工事，由哈穆迪王朝建于11世纪初。
它是西班牙保存最好的阿尔卡扎巴（阿拉伯语意为堡垒）。靠近阿尔卡扎巴入口处有公元前1世纪罗马剧院的遗迹，正在修复中。该剧院一些罗马时代的材料在城堡的摩尔建筑中重新利用。
1487年，在收复失地运动期间，经过长期的围攻，天主教双王从摩尔人手中夺取了马拉加。
马拉加城堡是泰法时期军事建筑的原型，有双层墙和大规模防御工事。唯一可与之相比的是叙利亚的骑士堡。

## 布局

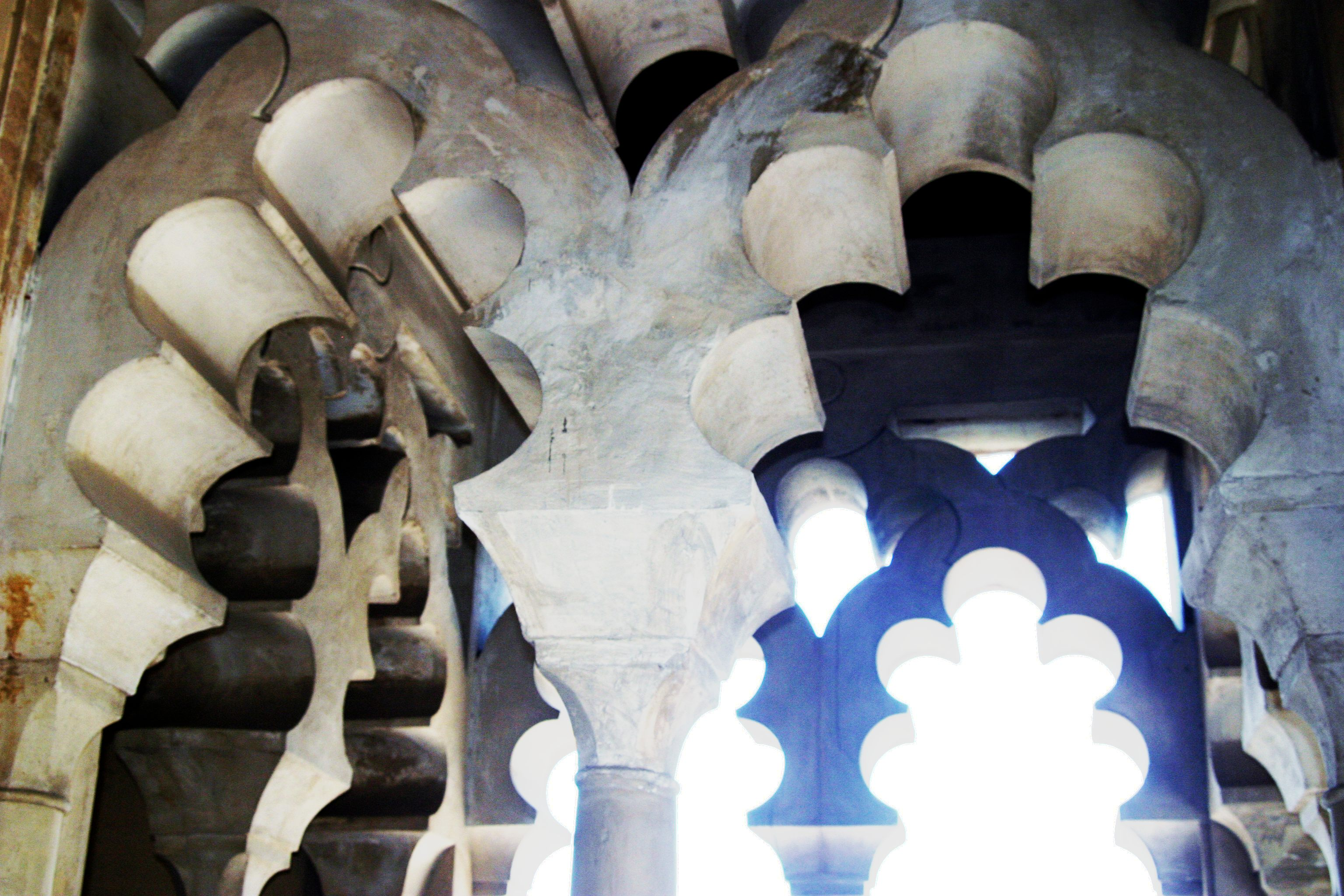
Multifoil arches

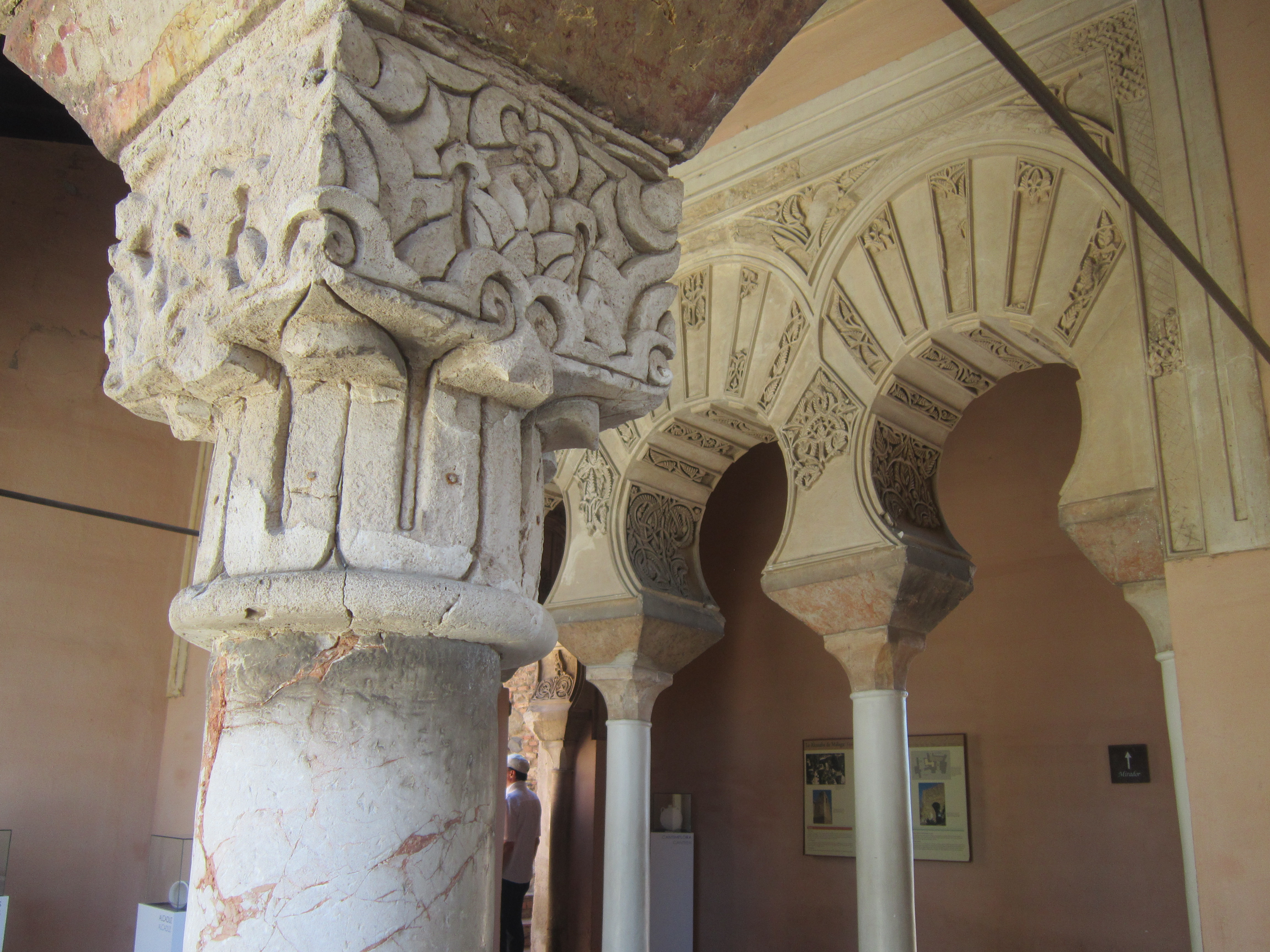

马拉加城堡建在市中心的一座小山上，俯瞰港口，包括两道围墙。

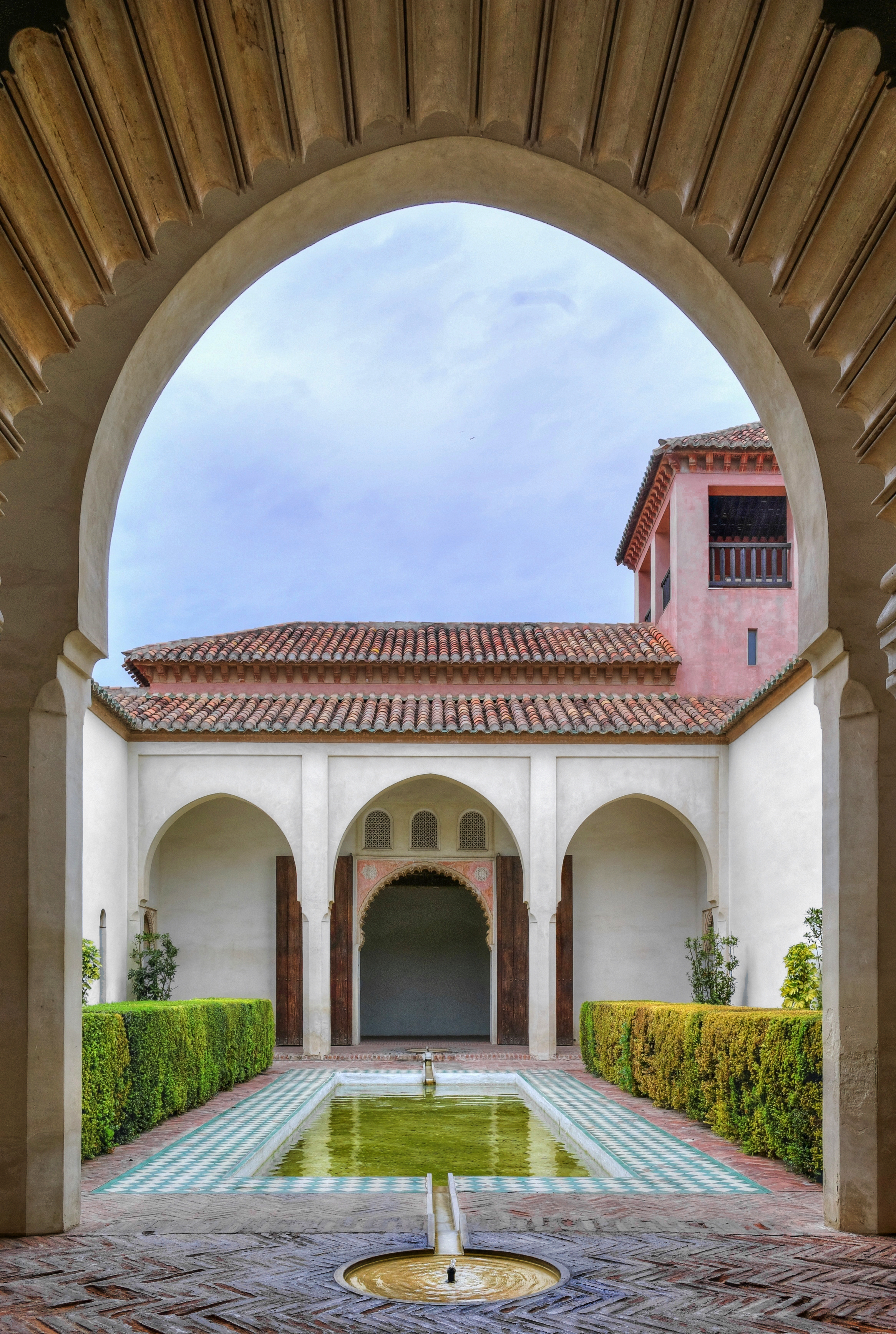